# سردة بعد العشاء
سردة بعد العشاء ( sarde after dinner ) هو برنامج بودكاست لبناني من تقديم المذيعة الفرنسية-اللبنانية ميديا ازوري ومعين جابر ابن علي جابر مدير مجموعة قنوات ام بي سي 

## تاريخ
بدأ برنامج سردة في أعقاب ثورة 17 أكتوبر كوسيلة لمناقشة القضايا التي يعاني منها لبنان والحكومة الفاشلة في البلاد. 

### المستضيفون
ازوري صحفية لبنانية فرنسية تكتب في صحيفة لوريان لو جور ومجلة نون. بالإضافة إلى تقديم برنامج سردة، بينما يعمل معين جابر كمنتج رقمي لقناة MBC Podcasts.  

## شكل
يتضمن البرنامج عادةً إجراء ميديا ومعين مقابلات مع شخصيات ثقافية واجتماعية وسياسية بارزة في المقام الأول من لبنان، ولكن أيضًا من العالم العربي الأوسع.  

## إنتاج
يتم تسجيل الحلقات في شقة ميديا ازوري في بيروت. كما يتم تصويرها ونشرها على موقع يوتيوب .  

## حلقات بارزة
في حلقة عرضت بسبتمبر 2022، أعلن حامد سنو ، المغني الرئيسي لفرقة مشروع ليلى ، خبر تفكك الفرقة.  

## الضيوف البارزين
- ميا خليفة [9]
- حامد سنو
- باسم يوسف
- نادين لبكي